# Мельники (Яворівський район)
Ме́льники —  село в Україні, у Яворівському районі Львівської області. Населення становить 140 осіб. Орган місцевого самоврядування - Яворівська міська рада.
В селі знаходиться церква Святого Володимира Великого (УГКЦ), збудована у 2002 році. Адміністратор: о. Проців Микола (від 25.09.2018) [попередні парохи: 2010.11.29- адмін. о. Кісіль Роман].